# Лоне (Ольденбург)
Лоне (нем. Lohne) — город в Германии, в земле Нижняя Саксония.
Входит в состав района Фехта. Население составляет 26 047 человек (на 31 декабря 2010 года). Занимает площадь 90,76 км². Официальный код — 03 4 60 006.
Город подразделяется на 19 городских районов.
| Год  | Население |
| ---- | --------- |
| 1990 | 19 753    |
| 1995 | 21 854    |
| 2000 | 24 117    |
| 2005 | 25 247    |
| 2010 | 25 910    |